# CD Ourense
CD Ourense – hiszpański klub piłkarski z siedzibą w mieście Ourense, działający w latach 1952–2014. Klub grał niegdyś w Segunda División. Domowe mecze rozgrywał na stadionie Estadio O Couto o pojemności 5 tys. widzów.

## Sezony
| Sezon   | Liga | Miejsce | Puchar Króla |
| ------- | ---- | ------- | ------------ |
| 1953/54 | 3ª   | 15.     |              |
| 1954/55 | 3ª   | 4.      |              |
| 1955/56 | 3ª   | 1.      |              |
| 1956/57 | 3ª   | 1.      |              |
| 1957/58 | 3ª   | 2.      |              |
| 1958/59 | 3ª   | 1.      |              |
| 1959/60 | 2ª   | 3.      |              |
| 1960/61 | 2ª   | 4.      |              |
| 1961/62 | 2ª   | 3.      |              |
| 1962/63 | 2ª   | 7.      |              |
| 1963/64 | 2ª   | 8.      |              |
| 1964/65 | 2ª   | 15.     |              |
| 1965/66 | 3ª   | 2.      |              |
| 1966/67 | 3ª   | 1.      |              |
| 1967/68 | 3ª   | 1.      |              |
| 1968/69 | 3ª   | 1.      |              |
| 1969/70 | 2ª   | 20.     |              |
| 1970/71 | 3ª   | 2.      |              |
| 1971/72 | 3ª   | 3.      |              |
| 1972/73 | 3ª   | 1.      |              |

| Sezon   | Liga | Miejsce | Puchar Króla |
| ------- | ---- | ------- | ------------ |
| 1973/74 | 2ª   | 12.     |              |
| 1974/75 | 2ª   | 18.     |              |
| 1975/76 | 3ª   | 5.      |              |
| 1976/77 | 3ª   | 2.      |              |
| 1977/78 | 2ªB  | 3.      |              |
| 1978/79 | 2ªB  | 8.      |              |
| 1979/80 | 2ªB  | 19.     |              |
| 1980/81 | 3ª   | 5.      |              |
| 1981/82 | 3ª   | 2.      |              |
| 1982/83 | 3ª   | 3.      |              |
| 1983/84 | 3ª   | 2.      |              |
| 1984/85 | 3ª   | 2.      |              |
| 1985/86 | 2ªB  | 6.      |              |
| 1986/87 | 2ªB  | 13.     |              |
| 1987/88 | 2ªB  | 3.      |              |
| 1988/89 | 2ªB  | 3.      |              |
| 1989/90 | 2ªB  | 13.     |              |
| 1990/91 | 2ªB  | 7.      |              |
| 1991/92 | 2ªB  | 5.      |              |
| 1992/93 | 2ªB  | 5.      |              |

| Sezon   | Liga | Miejsce | Puchar Króla |
| ------- | ---- | ------- | ------------ |
| 1993/94 | 2ªB  | 3.      |              |
| 1994/95 | 2ª   | 20.     |              |
| 1995/96 | 2ªB  | 3.      |              |
| 1996/97 | 2ª   | 15.     |              |
| 1997/98 | 2ª   | 16.     |              |
| 1998/99 | 2ª   | 22.     |              |
| 1999/00 | 2ªB  | 2.      |              |
| 2000/01 | 2ªB  | 2.      |              |
| 2001/02 | 2ªB  | 11.     |              |
| 2002/03 | 2ªB  | 9.      |              |
| 2003/04 | 2ªB  | 4.      |              |
| 2004/05 | 2ªB  | 9.      |              |
| 2005/06 | 2ªB  | 14.     |              |
| 2006/07 | 2ªB  | 15.     |              |
| 2007/08 | 2ªB  | 17.     |              |
| 2008/09 | 3ª   | 3.      |              |

| Sezon   | Liga | Miejsce | Puchar Króla |
| ------- | ---- | ------- | ------------ |
| 2009/10 | 3ª   | 3.      |              |
| 2010/11 | 3ª   | 3.      |              |
| 2011/12 | 3ª   | 1.      |              |
| 2012/13 | 2ªB  | 12.     | II runda     |
| 2013/14 | 2ªB  | 8.      |              |

- 13 sezonów w Segunda División
- 24 sezony w Segunda División B
- 24 sezony w Tercera División

## Reprezentanci kraju grający w klubie
Stan na marzec 2016.
| - Miguel Ángel - Quique Estebaranz - José Luis Veloso - Blas Giunta - Ivica Mornar | - Jonathan Mejía - Nacer Abdellah - Augustine Eguavoen - João Fonseca - Jonay Hernández |